# .as
.as — национальный домен верхнего уровня для Американского Самоа.

## Использование
Поскольку регистрация домена в этой зоне доступна для любых желающих, этот домен популярен по нескольким причинам:
- AS или A/S применяется в названиях компаний Норвегии, Дании для указания, что компания является акционерным обществом;
- название домена весьма интересно в качестве доменных хаков  (англ.) (см. также Domain Hacks Suggest  (англ.));
- иногда используется в Астурии по причине отсутствия собственного уникального домена.